# Andreas Strozyk
Andreas Strozyk ist ein deutscher Grafiker, Regisseur, Autor und Architekt.

## Leben und Werk
Nach einem Studium der Architektur in Ostberlin plante er in den 1980er-Jahren Plattenbauten für die verbliebenen Kriegslücken in der Frankfurter Allee. Danach wechselte er zum Rundfunk, wo er erst Szenenbilder entwarf und später Trickfilme realisierte. In diese Zeit fällt auch eine Mitarbeit an der Kinderzeitschrift FRÖSI. Seit 1992 ist er freischaffender Grafiker, Ausstatter, Darsteller und Autor für das Kinderfernsehen: Er entwarf die Figuren und Hintergründe für die Zeichentrickserie Der Wunschpunsch (2000/2001). Weitere Arbeiten sind Figuren für Unser Sandmännchen wie Kalli, Rasmus Rotbart und Lawina und Raketenflieger Timmi. Er verfasste das Drehbuch für Leo – Ein fast perfekter Typ. Seit 2012 werden in der Sendung mit der Maus die Zeichentrickepisoden Ringelgasse 19 gezeigt. Im Jahr 2022 schrieb er am Drehbuch der Zeichentrickserie Ach du heilige Scheibe mit.
Andreas Strozyk lebt in Berlin.